# Béatrix Beck
Béatrix Beck   (Villars-sur-Ollon, 14 juli 1914 – Saint-Clair-sur-Epte, 30 november 2008)  was een Frans schrijfster van Belgische origine. 

## Levensloop
Zij was de dochter van de Belgische dichter Christian Beck uit Verviers, die van Lets-Italiaanse afkomst was. Haar moeder was Ierse.  Na haar rechtenstudie werd zij communiste en trouwde met de statenloze Jood, Naun Szapiro, die in de Tweede Wereldoorlog overleed. Na verschillende andere banen werd zij in 1948 secretaresse van André Gide, die haar aanmoedigde om over haar ervaringen te schrijven, zoals de zelfmoord van haar moeder, de oorlog, de armoede, enz. In 1955 werd zij Franse.
De schrijfster kreeg in 1952 de Goncourtprijs voor Léon Morin, prêtre. Het boek omvat de dialoog tussen een oorlogsweduwe van een communistische Jood en een priester tijdens de bezetting, over "het leven en de schoonheid". De roman werd nog beroemder door de verfilming in 1961 door Jean-Pierre Melville, met Jean-Paul Belmondo en Emmanuelle Riva.